# Hồ Anh Thái
Hồ Anh Thái est un écrivain vietnamien né en 1960 célèbre notamment pour le livre L'île aux femmes.

## Biographie

### Enfance et jeunesse
Hồ Anh Thái a 5 ans quand la guerre du Viêt Nam débute et il est évacué en campagne.

### Étude et carrière
Il étudie à l'Université des Affaires étrangères puis travaille pendant une courte période au ministère des Affaires étrangères avant de faire son service militaire.
En 1985, il écrit le roman L'île aux femmes qui traite du traumatisme physique et mental des femmes traversant la guerre.
En 1988, Hồ Anh Thái se rend à l'ambassade du Viêt Nam en Inde pour continuer à étudier et y travailler pendant 6 ans. Durant cette période il écrit plusieurs nouvelles sur l'Inde réunies dans le recueil Aventures en Inde.
En 1990, Hồ Anh Thái est diplômé en Inde et est considéré comme indologue.
En 1994, après avoir soutenu sa thèse il retourne au Viêt Nam.